# Le Cambout
Le Cambout is een voormalige gemeente in het Franse departement Côtes-d'Armor, in de regio Bretagne. De plaats maakt deel uit van het arrondissement Saint-Brieuc.

## Geschiedenis
Op 1 januari 2025 is Le Cambout gefuseerd met de gemeenten Coëtlogon en Plumieux tot een nieuwe gemeente, eveneens geheten Plumieux.

## Geografie
De oppervlakte van Le Cambout bedraagt 18,3 km².

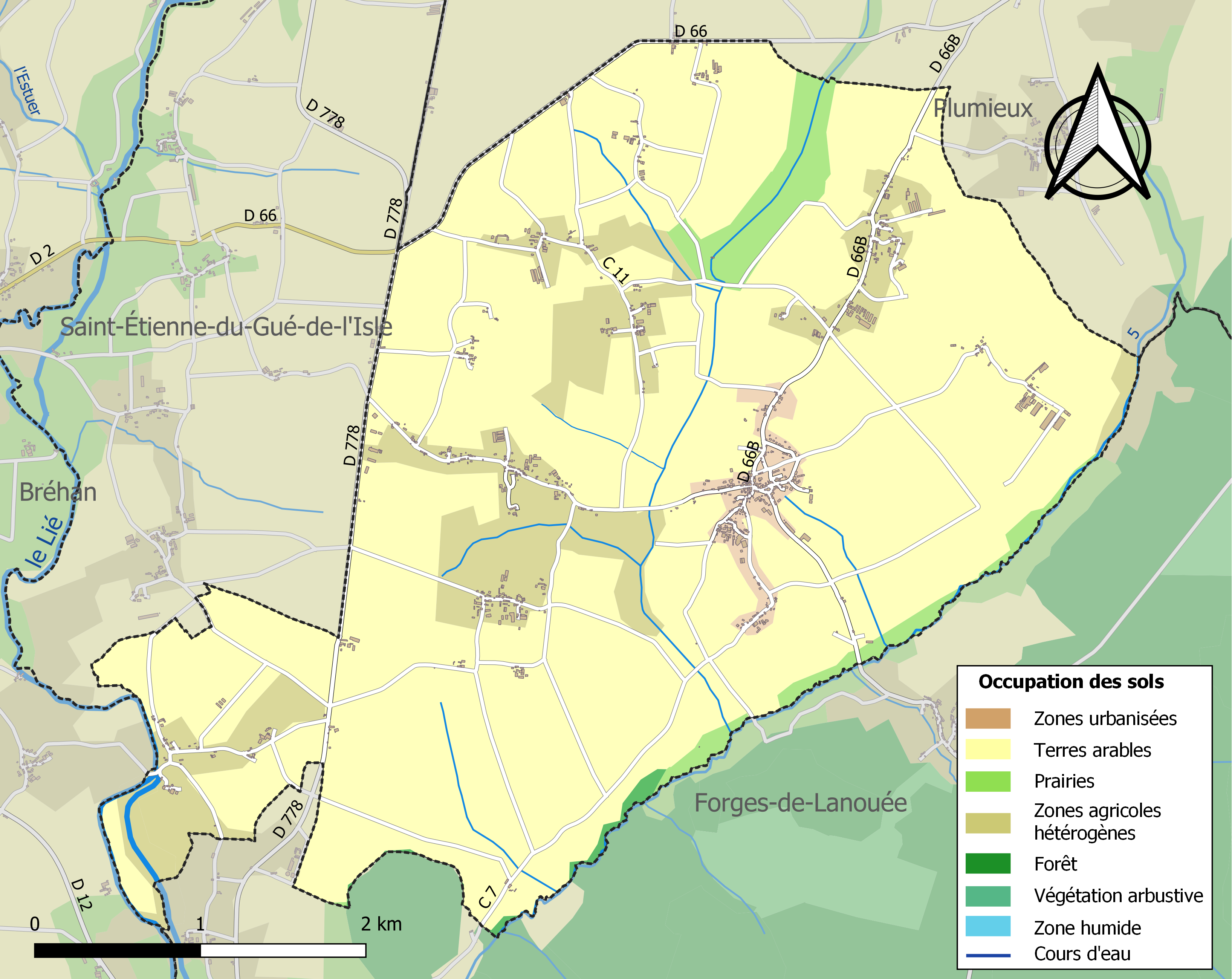
Kaart van de gemeente met de belangrijkste infrastructuur, bodemgebruik en omliggende gemeenten

## Demografie
Onderstaande figuur toont het verloop van het inwonertal.